# Madha
Madha (Arabisch: مدحاء), is een exclave van Oman, omringd door de Verenigde Arabische Emiraten. De exclave bevindt zich halverwege het schiereiland Musandam en de rest van Oman. Het behoort toe aan Muhafazat Musandam.
De exclave bevindt zich aan de weg van Fujairah naar Khorfakkan in het emiraat Sharjah, en beslaat een oppervlakte van 75 km². Er zijn twee afslagen naar Madha op deze weg. De grens werd in 1969 vastgesteld.
Madha is grotendeels onbewoond. Het bewoonde gedeelte heet "Nieuw-Madha". Hier staan onder andere een school, postkantoor, politiebureau, bank en elektriciteits- en watervoorzieningen.
Binnen Madha bevindt zich een enclave van de VAE genaamd Nahwa (counter-enclave).